# TRIM72
TRIM72 (англ. Tripartite motif containing 72) – білок, який кодується однойменним геном, розташованим у людей на 16-й хромосомі. Довжина поліпептидного ланцюга білка становить 477 амінокислот, а молекулярна маса — 52 731.
| 10         |  | 20         |  | 30         |  | 40         |  | 50         |
| ---------- |  | ---------- |  | ---------- |  | ---------- |  | ---------- |
| MSAAPGLLHQ |  | ELSCPLCLQL |  | FDAPVTAECG |  | HSFCRACLGR |  | VAGEPAADGT |
| VLCPCCQAPT |  | RPQALSTNLQ |  | LARLVEGLAQ |  | VPQGHCEEHL |  | DPLSIYCEQD |
| RALVCGVCAS |  | LGSHRGHRLL |  | PAAEAHARLK |  | TQLPQQKLQL |  | QEACMRKEKS |
| VAVLEHQLVE |  | VEETVRQFRG |  | AVGEQLGKMR |  | VFLAALEGSL |  | DREAERVRGE |
| AGVALRRELG |  | SLNSYLEQLR |  | QMEKVLEEVA |  | DKPQTEFLMK |  | YCLVTSRLQK |
| ILAESPPPAR |  | LDIQLPIISD |  | DFKFQVWRKM |  | FRALMPALEE |  | LTFDPSSAHP |
| SLVVSSSGRR |  | VECSEQKAPP |  | AGEDPRQFDK |  | AVAVVAHQQL |  | SEGEHYWEVD |
| VGDKPRWALG |  | VIAAEAPRRG |  | RLHAVPSQGL |  | WLLGLREGKI |  | LEAHVEAKEP |
| RALRSPERRP |  | TRIGLYLSFG |  | DGVLSFYDAS |  | DADALVPLFA |  | FHERLPRPVY |
| PFFDVCWHDK |  | GKNAQPLLLV |  | GPEGAEA    |  |            |  |            |

A: Аланін

C: Цистеїн

D: Аспарагінова кислота

E: Глутамінова кислота

F: Фенілаланін

G: Гліцин

H: Гістидин

I: Ізолейцин

K: Лізин

L: Лейцин

M: Метіонін

N: Аспарагін

P: Пролін

Q: Глутамін

R: Аргінін

S: Серин

T: Треонін

V: Валін

W: Триптофан

Кодований геном білок за функцією належить до фосфопротеїнів. 
Задіяний у таких біологічних процесах, як транспорт, екзоцитоз, альтернативний сплайсинг. 
Білок має сайт для зв'язування з іонами металів, іоном цинку. 
Локалізований у клітинній мембрані, мембрані, цитоплазматичних везикулах.